# Hilialawa (Toma)
Hilialawa is een bestuurslaag in het regentschap Nias Selatan van de provincie Noord-Sumatra, Indonesië. Hilialawa telt 543 inwoners (volkstelling 2010).